# Milan Kalina
Milan Kalina, jugoslovanski (srbski) rokometaš, * 13. avgust 1956, Beograd.
Leta 1984 je na poletnih olimpijskih igrah v Los Angelesu v sestavi jugoslovanske rokometne reprezentance osvojil zlato olimpijsko medaljo.